# Acosmium
Genre
Acosmium est un genre de plantes à fleurs dicotylédones de la famille des Fabaceae, sous-famille des Faboideae, originaire d'Amérique du Sud, qui comprend 18 espèces acceptées. La plupart des espèces sont originaires du Brésil. 
Certaines de ces espèces, notamment Acosmium dasycarpum, Acosmium panamense et Acosmium subelegans, sont utilisées au Brésil en médecine traditionnelle pour traiter différentes maladies. On leur attribue une activité cytotoxique, des effets antithermaux et hypoglycémiques, et on les  utilise pour traiter la maladie d'Alzheimer et les troubles du système nerveux central. Les recherches phytochimiques ont permis d'isoler diverses substances dans ces plantes, principalement des terpènes, de l'acide caféique, des alcaloïdes à diaza-adamantane et à quinolizidine ainsi que des pyrones.

## Liste d'espèces
Selon The Plant List (17 septembre 2018) :
- Acosmium bijugum (Vogel) Yakovlev
- Acosmium brachystachyum (Benth.) Yakovlev
- Acosmium cardenasii H.S.Irwin & Arroyo
- Acosmium dasycarpum (Vogel) Yakovlev
- Acosmium diffusissimum (Mohlenbr.) Yakovlev
- Acosmium fallax (Taub.) Yakovlev
- Acosmium glaziovianum (Harms) Yakovlev
- Acosmium lentiscifolium Schott
- Acosmium mohlenbrockii Yakovlev
- Acosmium nitens (Vogel) Yakovlev
- Acosmium panamense (Benth.) Yakovlev
- Acosmium parvifolium (Harms) Yakovlev
- Acosmium praeclarum (Sandwith) Yakovlev
- Acosmium stirtonii G.A. Aymard & V. González
- Acosmium subelegans (Mohlenbr.) Yakovlev
- Acosmium tenuifolium (Vogel) Yakovlev
- Acosmium tomentellum (Mohlenbr.) Yakovlev
- Acosmium trichonema Rizzini